# Tom De Sutter
Tom de Sutter (Gand, 3 luglio 1985) è un ex calciatore belga di ruolo attaccante.

## Palmarès
- Campionato belga: 1

Anderlecht: 2009-2010
- Coppa del Belgio: 1

Club Brugge: 2014-2015